# Auchenipterus brachyurus
Auchenipterus brachyurus är en fiskart som först beskrevs av Cope, 1878.  Auchenipterus brachyurus ingår i släktet Auchenipterus och familjen Auchenipteridae. Inga underarter finns listade.